# Jalovec (hegy)
A Jalovec (2645 m) egy magas hegy a Júliai-Alpokban, Szlovénia 6. legmagasabb csúcsa. A Tamar, Loška Koritnica és a Trenta alpesi völgyek között terül el. Szomszédos csúcsok: Mangart (nyugatra), Travnik és Mojstrovka (keletre) és a Ponca csúcsok (északra). A csúcson hegyi napló található, valamint a Szlovén hegyi ösvény pecsétje.
A csúcsra több hegyi út vezet, de mind nagyon nehéznek számít. A hegy neve a jalov szóból ered, ami szlovénül ’hiábavaló’ jelentésű. Az összes út sokáig tart, és könnyű elveszni. Hegymászói tapasztalat és felszerelés nélkül nem tanácsos próbálkozni. Sokan viszont az egyik legszebb kilátópontnak tartják a csúcsát.

## Megközelítése
- 5h 15 perc: a Dom v Tamarju hegyi háztól
- 6h: Vršič-től
- 7h 30 perc: Loška Koritnica völgy
- 8h 15 perc: Bavšica falutól

## Külső hivatkozások
- Jalovec - Hribi.net
- Jalovec - SummitPost.org